# Длинные концевые повторы
Длинные концевые повторы (англ. Long terminal repeats, LTRs, ДКП) — последовательности ДНК, повторенные сотни или тысячи раз. Длинные концевые повторы фланкируют гены и обнаружены в геномной ДНК ретровирусов и в ретротранспозонах. Вирусы используют LTR для встраивания собственного генома в геном хозяина.

## Пример
Геном ретровирусов может содержать следующие функциональные участки:
```
LTR -- PBS -- PSI -- 
gag
 -- 
pol
 -- env-- LTR
```

- LTR — длинные концевые повторы
- PBS — сайт связывания праймера
- PSI — сайт «упаковки»
  - gag — специфичный антиген группы
  - pol — обратная транскриптаза
  - env — белки оболочки, а также белки репродукции

## Транскрипция
Длинные концевые повторы частично транскрибируются в молекулу РНК, которая далее подвергается обратной транскрипции в комплементарную ДНК и далее в двуцепочечную ДНК. Длинные концевые повторы далее требуются для интеграции ретровирусной ДНК при помощи специфических интеграз в хромосомы хозяина. Подобный механизм используют ретровирусы человека, например, ВИЧ-1.